# Planigale gilesi
Planigale gilesi — вид родини кволових. Довжина голови й тіла: 52—72. Самиці народжують від шести до восьми малюків один-два рази на рік після періоду вагітності 16 днів.

## Середовище проживання
Мешкає в пустельних і напівпустельних частинах південно-західного Квінсленду, на заході штату Новий Південний Уельс, сході Південної Австралії і на невеликих частинах штату Вікторія та Північної території, Австралія. Planigale gilesi знаходиться в районах з глиноземистими ґрунтами з глибоким розтріскуванням, на заплавах струмків та річок, на трав'янистих рівнинах і в міждюнних районах серед дюн.

## Загрози та охорона
Видається, немає серйозних загроз для цього виду. Ймовірно на вид впливає оброблювання землі в деяких частинах ареалу. Ймовірно стада корів та овець не мають великого впливу. Коти негативно впливають на вид в деяких частинах ареалу. Імовірно можуть бути знайдені в багатьох охоронних територіях.